# Букорештлиев, Ангел
А́нгел Атана́сов Букорештли́ев (болг. Ангел Атанасов Букорещлиев, также болг. Букурещлиев; 31 января 1870, Плевна, Османская империя, ныне Петруса, Греция — 3 января 1950, Пловдив, Болгария) — болгарский композитор, дирижёр, фольклорист и педагог. Один из первых профессиональных болгарских композиторов.

## Биография
В 1890 году окончил Пражскую школу органистов. В 1894 году основал Музыкальную школу имени князя Александра I, а в 1896 году — певческое общество в Пловдиве, которым руководил более 50 лет. В 1891—1898 годах участвовал (с Серафимом Бояновым) в первых фольклорных экспедициях в Родопские горы, итогом которых стало издание родопских песен с научными комментариями. Был оперным и хоровым дирижёром. Занимался обработкой народных песен, в основном для хора.

## Литературные сочинения
- Средно родопски песни // Сборник за народни умотворения и народопис. — София, БАН, 1934.